# District de Jharsuguda
Le district de Jharsuguda est un district de l'État de l'Odisha (Inde), ayant la ville de Jharsuguda pour chef-lieu.

## Géographie
Sa population compte 514 853 habitants selon un recensement de 2011.